# سيتشيرو ماكي

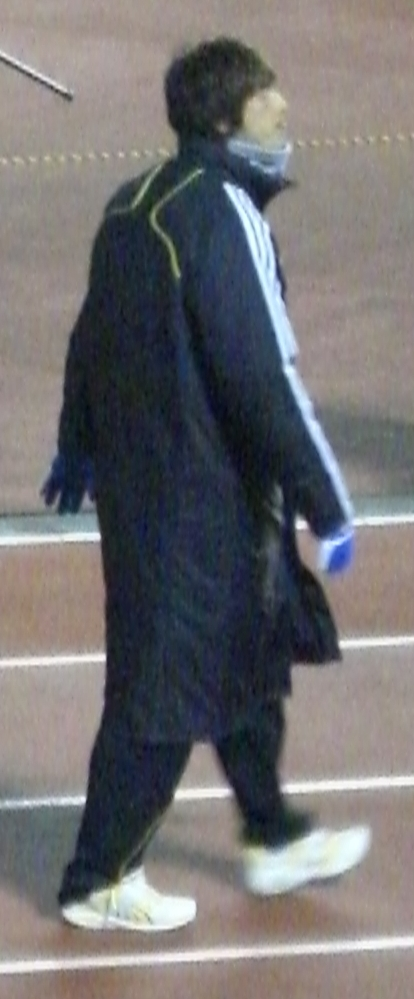
سيتشيرو ماكي

سيتشيرو ماكي، من مواليد 8 أغسطس 1980 في أوكي في اليابان، لاعب كرة قدم ياباني.
بدأ مسيرته الكروية مع نادي جيف يونايتد في عام 2003، وهو يلعب معهم حتى الآن.
و قد بدأ باللعب مع منتخب اليابان لكرة القدم في عام 2005.

## كأس آسيا 2007
و قد سجل هدفين في مرمى منتخب فيتنام لكرة القدم.

## روابط خارجية
- سيتشيرو ماكي على موقع IMDb (الإنجليزية)
- سيتشيرو ماكي على موقع الاتحاد الدولي (مؤرشف)  (الإنجليزية)
- سيتشيرو ماكي على موقع رابطة كرة القدم اليابانية للمحترفين (اليابانية)
- سيتشيرو ماكي على موقع قاعدة بيانات كرة القدم.إي يو (الإنجليزية)
- سيتشيرو ماكي على موقع ناشيونال فوتبول تيمز (الإنجليزية)
- سيتشيرو ماكي على موقع Soccerway.com (الإنجليزية)
- سيتشيرو ماكي على موقع عالم كرة القدم.نت (الإنجليزية)
- سيتشيرو ماكي على موقع كووورة